# Lametasaurus
Lametasaurus — сомнительный род травоядных динозавров, живших в позднем меловом периоде в районе нынешней Индии. В настоящее время точное таксономическое положение данного динозавра не установлено и таксон помечен как nomen dubium. Типовой и единственный вид — Lametasaurus indicus.

## Описание
Lametasaurus indicus описан в 1923 году британским палеонтологом Чарльзом Альфредом Метли на основе ископаемого материала из Бара Симлы (Bara Simla), Джабалпур найденного в отложениях, датируемых маастрихтом. Название рода происходит от геологической формации Lameta, в которой был найден динозавр, видовой эпитет дает отсылку, что находка была сделана в Индии.
Окаменелости включают крестец, тазовые кости, одну берцовую кость, кости передних конечностей и зубы. Метли первоначально решил, что кости принадлежат представителю группы Stegosauria, которая на то время состояла из анкилозавров. Однако в 1935 году Дхирендра Кишор Чакраварти показали, что таксон является химерой и состоит из костей, которые принадлежат к разным видам. Задние конечности и тазовые кости были причислены тероподам, зубы крокодилам, кости передних конечностей другому животному. В 1964 году Алик Уокер определил эти кости конечностей как лектотип: зубы и задние конечности больше не связывали с останками Lametasaurus. В шестидесятые годы, род чаще всего помещали в семейство Nodosauridae. В настоящее время также нет окончательного мнения, какому животному принадлежат останки. Вполне вероятно, что род является членом клады Thyreophora, либо Titanosauridae или даже Crocodylomorpha, в этом случае он будет являться не динозавром. Кости таза и задних конечностей, которые больше не причисляют к роду Lametasaurus относят к роду Rajasaurus. Однако в анализе, задние конечности, тем не менее часто неофициально указывают как «Lametasaurus». Идентификация затруднена в связи с тем, что окаменелостям не был причислен инвентарный номер и они утеряны среди прочих многих других находок.